# Netrokona Sadar
Pour les articles homonymes, voir Netrokona.
Netrokona Sadar est une upazila du Bangladesh ayant en 2011 une population de 372 785 habitants.